# Aabenraa Sogn

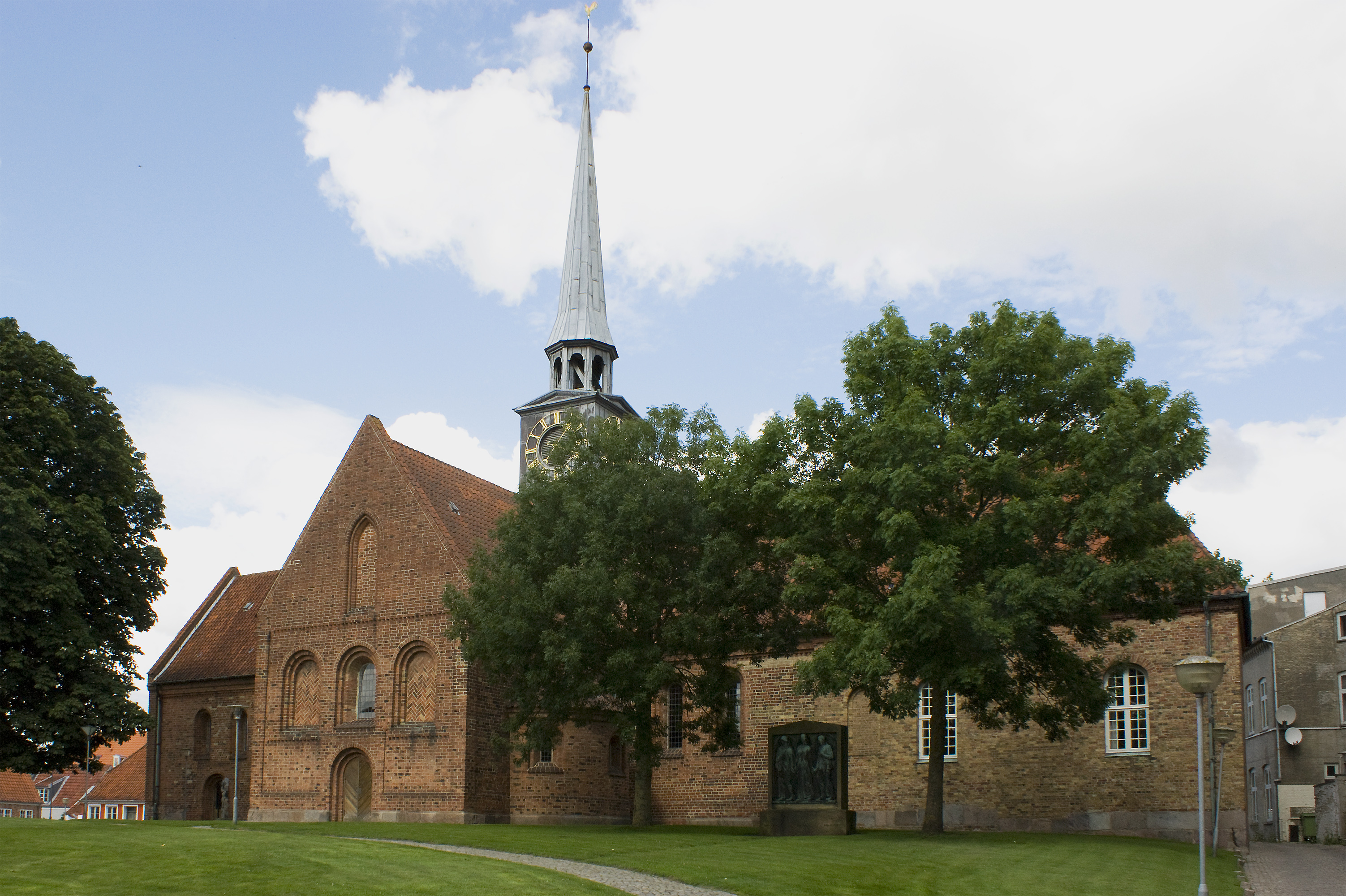
Sankt Nicolai Kirke

Aabenraa Sogn (dt.: Kirchspiel Apenrade)
ist eine Kirchspielsgemeinde (dän.: Sogn) in Nordschleswig im Süden Dänemarks.
Bis 1970 gehörte sie zur Harde Rise Herred im damaligen Aabenraa Amt, danach zur Aabenraa Kommune im Sønderjyllands Amt, die im Zuge der  Kommunalreform zum 1. Januar 2007 in der „neuen“ Aabenraa Kommune in der Region Syddanmark aufgegangen ist.
Im Kirchspiel leben 16.890 Einwohner, davon 16.685 im Kommunenzentrum Aabenraa (Stand: 1. Januar 2023).
Im Kirchspiel liegen die Kirchen „Sankt Jørgens Kirke“, „Sankt Nicolai Kirke“ und „Høje Kolstrup Kirke“
Nachbargemeinden sind im Nordosten Løjt Sogn, im Nordwesten Rise Sogn, im Westen Hjordkær Sogn und im Süden Ensted Sogn.